# Enric Mas
Enric Mas Nicolau (* 7. ledna 1995) je španělský profesionální silniční cyklista jezdící za UCI WorldTeam Movistar Team.

## Úspěchy
2012
Národní šampionát
 vítěz juniorské časovky
2014
Grand Prix Priessnitz spa
4. místo celkově
2016
Volta ao Alentejo
 celkový vítěz
 vítěz bodovací soutěže
vítěz 2. etapy
Tour de Savoie Mont Blanc
 celkový vítěz
 vítěz bodovací soutěže
 vítěz soutěže mladých jezdců
Giro della Valle d'Aosta
2. místo celkově
 vítěz bodovací soutěže
2017
Vuelta a Burgos
2. místo celkově
 vítěz soutěže mladých jezdců
Vuelta a España
 cena bojovnosti po etapách 6 a 20
2018
Vuelta a España
2. místo celkově
 vítěz soutěže mladých jezdců
vítěz 20. etapy
Tour de Suisse
4. místo celkově
 vítěz soutěže mladých jezdců
Kolem Baskicka
6. místo celkově
 vítěz soutěže mladých jezdců
vítěz 6. etapy
2019
Tour of Guangxi
 celkový vítěz
 vítěz soutěže mladých jezdců
vítěz 4. etapy
Volta ao Algarve
4. místo celkově
8. místo Clásica de San Sebastián
Tour de Suisse
9. místo celkově
Volta a Catalunya
9. místo celkově
10. místo Milán–Turín
Tour de France
lídr  po 13. etapě
2020
Vuelta a España
5. místo celkově
 vítěz soutěže mladých jezdců
Tour de France
5. místo celkově
2021
Volta a la Comunitat Valenciana
3. místo celkově
vítěz 3. etapy
Vuelta a España
2. místo celkově
3. místo Mont Ventoux Dénivelé Challenge
Tour de France
6. místo celkově
2022
vítěz Giro dell'Emilia
Vuelta a España
2. místo celkově
2. místo Il Lombardia
Volta a la Comunitat Valenciana
4. místo celkově
7. místo Trofeo Serra de Tramuntana
Kolem Baskicka
9. místo celkově
9. místo Coppa Ugo Agostoni
2023
4. místo  Giro dell'Emilia
5. místo Kolem Baskicka
5. místo Vuelta a Andalucía
Vuelta a España
6. místo celkově
6. místo Tirreno–Adriatico
2024
5. místo Il Lombardia
5. místo Volta a Catalunya
6. místo Tour de Romandie
7. místo Tour de Suisse
8. místo Giro dell'Emilia
Vuelta a España
3. místo celkově
2025
Volta a Catalunya
3. místo celkově
Kolem Baskicka
2. místo celkově
9. místo Faun-Ardèche Classic

### Výsledky na etapových závodech
| Výsledky na Grand Tours        |      |      |      |      |      |      |      |      |      |
| Grand Tour                     | 2017 | 2018 | 2019 | 2020 | 2021 | 2022 | 2023 | 2024 | 2025 |
| Giro d'Italia                  | —    | —    | —    | —    | —    | —    | —    | —    | —    |
| Tour de France                 | —    | —    | 22   | 5    | 6    | DNF  | DNF  | 19   |      |
| Vuelta a España                | 71   | 2    | —    | 5    | 2    | 2    | 6    | 3    |      |
| Výsledky na etapových závodech |      |      |      |      |      |      |      |      |      |
| Závod                          | 2017 | 2018 | 2019 | 2020 | 2021 | 2022 | 2023 | 2024 | 2025 |
| Paříž–Nice                     | —    | —    | —    | —    | —    | —    | —    | —    | —    |
| Tirreno–Adriatico              | —    | —    | —    | —    | —    | DNF  | 6    | 12   | —    |
| Volta a Catalunya              | 75   | 44   | 9    | NS   | 19   | —    | —    | 5    | 3    |
| Kolem Baskicka                 | 14   | 6    | 11   | NS   | 18   | 9    | 5    | —    | 2    |
| Tour de Romandie               | —    | —    | —    | NS   | —    | —    | —    | 6    | —    |
| Critérium du Dauphiné          | DNF  | —    | —    | 20   | 11   | DNF  | 17   | —    |      |
| Tour de Suisse                 | —    | 4    | 9    | NS   | —    | —    | —    | 7    |      |

| —   | Nezúčastnil se |
| DNF | Nedokončil     |
| NS  | Nekonalo se    |